# Morten Ravlo
Morten Ravlo (Levanger, 20 agosto 1982) è un giocatore di calcio a 5 ed ex calciatore norvegese, pivot dell'Utleira e della Nazionale norvegese.

## Carriera

### Calcio

#### Club
Ravlo vestì le maglie di Levanger dal 1999 al 2007, Valdres, nuovamente del Levanger e poi del Nardo.

### Calcio a 5

#### Club
Ravlo giocò nelle file del Nidaros.

#### Nazionale
Conta 6 presenze e 2 reti per la Norvegia.